# Earl K. Fernandes
Earl Kenneth Fernandes (en konkani, अर्ल केनेथ फ़र्नांडेज़) (Toledo, 21 de septiembre de 1972) es un eclesiástico y profesor católico indio-estadounidense. Es el obispo de Columbus. Es el primer obispo indio-estadounidense de la Iglesia latina en los Estados Unidos, y la primera persona de color en servir como obispo de la Diócesis.

## Biografía

### Primeros años
Earl Kenneth (अर्ल केनेथ) nació el 21 de septiembre de 1972, en Toledo, estado de Ohio, de Estados Unidos. Hijo de Sydney Oswald Fernandes y Thelma Noronha de Fernandes, quienes habían emigrado allí desde Mumbai (India), en 1970, aunque ambos son originarios de Goa. Su padre se desempeñó como médico mientras que su madre era maestra; Earl tiene cuatro hermanos: Karl, Trevor (que es un diácono greco-católico ucraniano), Ashley y Eustace. Recuerda que su formación espiritual fue fomentada por el amor a la fe cristiana que le inculcaron sus padres.

### Formación
Asistió a la St. Francis de Sales School, donde se graduó en 1990; en la misma clase que el alcalde de Toledo, Wade Kapszukiewicz.
Realizó la licenciatura en Biología, por la Universidad de Toledo (1994). Estudió Fisiología durante un año, en la Universidad de Salford. Al igual que con sus cuatro hermanos, fue aceptado en la facultad de medicina. Completó dos años en la Universidad de Cincinnati, antes de sentirse llamado al sacerdocio en una experiencia que tuvo en oración en la Tumba de San Pedro.
En 1997, ingresó a los estudios en el Mount Saint Mary’s Seminary of the West, Cincinnati.
Estudió en la Academia Alfonsiana, obteniendo el doctorado en Teología moral, con concentración en bioética (2004-2007).
Obtuvo una maestría en teología y divinidad, en 2002.

### Sacerdocio
Fue ordenado diácono el 29 de septiembre de 2001, en la Catedral Basílica de San Pedro Encadenado, a manos del arzobispo Daniel Edward Pilarczyk. Su ordenación sacerdotal fue el 18 de mayo de 2002, en el mismo lugar, a manos del mismo arzobispo.
Como sacerdote desempeñó los siguientes ministerios:
- Vicario de Holy Angels Church, Sidney (julio de 2002-julio de 2004).
- Maestro en Lehman Catholic High School, Sidney (agosto de 2002-julio de 2004).[3]
- Asistente de Guardian Angels Church, (2008-2014).
- Decano en el  Mount Saint Mary’s Seminary of the West, Cincinnati (julio de 2008-marzo de 2016).[4]
- Decano en el Athenaeum of Ohio, Cincinnati (julio de 2011-marzo de 2016).
- Decano de Estudios Especiales, en el Athenaeum of Ohio (julio de 2012-marzo de 2016).
- Profesor Asociado de Teología moral, en el Athenaeum of Ohio-Mount Saint Mary's Seminary of the West (julio de 2008-marzo de 2016).
- Administrador parroquial de Sacred Heart Church, Cincinnati (julio de 2014-marzo de 2016)
- Secretario en la Nunciatura Apostólica (marzo de 2016-octubre de 2019).
- Asistente del Nuncio Apostólico, Christophe Pierre (noviembre de 2019-abril de 2022).[8]
- Exorcista, en la Arquidiócesis de Cincinnati.
- Párroco en  St. Ignatius of Loyola Church, Cincinnati (noviembre de 2019-abril de 2022).[4]

Es Caballero de Colón de cuarto grado, miembro del National Catholic Bioethics Center, juez del tribunal matrimonial arquidiocesano y miembro del consejo de administración del Pontifical College Josephinum.

## Episcopado

### Obispo de Columbus
El 2 de abril de 2022, el papa Francisco lo nombró Obispo de Columbus. Es el primer indio-estadounidense, en servir a la Iglesia católica de los Estados Unidos; así como la primera persona de color en servir como cabeza de la Diócesis y el cuarto obispo, que inicialmente fue incardinado en la Arquidiócesis de Cincinnati.
Fue consagrado el 31 de mayo del mismo año, en la St. Paul the Apostle Church en Westerville; a manos del arzobispo de Cincinnati, Dennis Marion Schnurr. También fueron el Nuncio Apostólico en Estados Unidos, Christophe Pierre y su predecesor y obispo de Brooklyn, Robert John Brennan.
Fernandes tiene la intención de continuar con la iniciativa "Presencia Real Futuro Real", que fue un sello distintivo del tiempo de su predecesor, el obispo Robert J. Brennan , en la diócesis. La iniciativa "tiene como objetivo determinar cómo mantener una fuerte presencia católica en los 23 condados de la diócesis y hacer el mejor uso de sus recursos". Es probable que el proceso resulte en el cierre de algunas parroquias.

## Obras

### Libros
En 2013, publicó un libro titulado: "Formación de seminario y homosexualidad", con el Instituto para la Formación Sacerdotal.

## Distinciones

### Órdenes extranjeras
Santa Sede: Caballero de la Orden del Santo Sepulcro.